# Historia o żywocie Aleksandra Wielkiego
Historia o żywocie i znamienitych sprawach Aleksandra Wielkiego, krola Macedońskiego – utwór prozatorski w języku polskim wydany w 1550.
Utwór jest anonimowym tłumaczeniem dzieła Historia Alexandri Magni, regis Macedioniae, de proeliis z X wieku. Wydany został w drukarni Heleny Ungler, wdowy po Florianie Unglerze w Krakowie w 1550. Wznowienia utworu były wydawane do XVIII wieku.
Historia opowiada o życiu Aleksandra Wielkiego, zawiera jednak wiele motywów legendarnych i fantastycznych. Stanowi drugie tłumaczenie łacińskiego pierwowzoru na język polski. Pierwsze, Historia Aleksandra Wielkiego z ok. 1510, nie było wydane drukiem i pozostało w rękopisie. Historia o żywocie ma większe walory językowe niż poprzednie tłumaczenie. Treściowo nie ma w nim większych różnic.